# عمر موسى (منافس ألعاب قوى)
عمر موسى هو منافس ألعاب قوى جيبوتي، ولد في 8 فبراير 1961.

## وصلات خارجية
- عمر موسى على موقع رابطة إحصائيات سباق الطريق (الإنجليزية)
- عمر موسى على موقع اللجنة الأولمبية الدولية (الإنجليزية)
- عمر موسى على موقع أوليمبيديا (الإنجليزية)